# Max Baginski
Max Baginski (ur. 1864 w Bartoszycach, zm. 1943 w Nowym Jorku) – niemiecki ideolog i działacz anarchistyczny. 
Niemiecki szewc, socjaldemokrata, jeden z najbardziej znanych trybunów wschodzącego ruchu anarchistycznego. W 1893 wyemigrował do Stanów Zjednoczonych. W latach 1894–1901 był wydawcą gazety Chicago Worker. W latach 1906–1907 Pomagał w publikacji magazynu Freedom i anarchistycznego czasopisma Mother Earth.